# Анджела Булатович
Анджела (Драгутинович) Булатович  (серб. Анђела (Драгутиновић) Булатовић, 15 січня 1987) — чорногорська гандболістка, олімпійська медалістка.

## Виступи на Олімпіадах
| Олімпіада   | Дисципліна | Місце |
| ----------- | ---------- | ----- |
| Лондон 2012 | гандбол    | 2     |